# John Forbes Nash
John Forbes Nash, Jr. (Bluefield, Zapadna Virginia, 13. lipnja 1928. – New Jersey, 23. svibnja 2015.) bio je američki matematičar koji je radio na Teoriji igre (Game theory), diferencijalnoj geometriji i dijelom diferencijalnoj jednadžbi. Njegove teorije se koriste na području ekonomije, računanja, evolucionarne biologije, umjetne inteligencije, te kod političkih i vojnih teorija. Dobitnik je Nobelove nagrade za ekonomiju 1994. godine. Po njemu je snimljen film Genijalni um (2001.).

## Rani život
John Nash je rođen u Bluefieldu. Ime je dobio po svom ocu. Otac mu je bio inženjer elektrotehnike a majka Margaret Virginia Martin je prije udaje radila kao nastavnica. Oba roditelja su htjela visoko obrazovanje za Johna, pa su mu osiguravali enciklopedije, te su mu čak dozvoljavali da polaže napredne matematičke smjerove na obližnjem fakultetu dok je još bio u srednjoj školi. John je dobio stipendiju za Carnegie Institute of Technology te je magistrirao za samo 3 godine.

## Nakon diplomiranja
R.J.Duffin, bivši profesor na CIT fakultetu i Nashov savjetnik je napisao pismo preporuke sa samo jednom rečenicom: This man is a genius (Ovaj čovjek je genij). Nash je prihvaćen na Harvardu, ali je predsjednik matematičkog odjela na Princetonu, Solomon Lefschetz pozvao Nasha u družinu John S.Kennedya. To ga je uvjerilo da ga na Harvardu manje cijene. Na Princetonu je radio na teoriji ravnoteže. 1950.godine je doktorirao s 27 stranica rada. Teza, pisana pod nadzorom Alberta W. Tuckera, sadrži definiciju za ono što će se kasnije zvati Nashova ravnoteža.

## Privatni život
Godine 1951. odlazi na MIT. Tu upoznaje Aliciu Lopez-Harrison de Lardé studenticu fizike iz Salvadora s kojom se vjenčao u veljači 1957. godine. Godine 
1959. odlazi u bolnicu za duševne bolesti zbog shizofrenije. Ubrzo nakon toga rodio mu se sin John Charles Martin Nash. Godine 
1963. se rastavio od Alicie, a 2001. se ponovno vjenčaju.

## Smrt
U svibnju 2015. je Nash poginuo u prometnoj nesreći pri povratku s poslovnog puta iz Norveške. Supruga Alicia također nije preživjela prometnu nesreću dok je vozač taksija ozlijeđen.